# 马纳伊拉
马纳伊拉是巴西帕拉伊巴州的一个市镇。总面积352.566平方公里，总人口9806人，人口密度27.8人/平方公里。